# Czemu nie?
Czemu nie? – singel polskiego piosenkarza i rapera ReTo z gościnnym udziałem Smolastego, promujący album K R U K. Singel został wydany 26 sierpnia 2017 roku przez wytwórnię New Bad Label. 
Utwór został wyprodukowany przez Deemz. Tekst do utworu został napisany przez Igora Bugajczyka i Norberta Smolińskiego.
W styczniu 2021 nagranie uzyskało certyfikat złotej płyty.
Singel zdobył ponad 17 milionów wyświetleń w serwisie YouTube (2023) oraz ponad 2 miliony odsłuchań w serwisie Spotify (2023).